# Tour della nazionale maschile di rugby a 15 delle Samoa Occidentali 1983
Nel 1983 la nazionale Samoana di rugby e nazionale tongana di rugby  si recano alle Figi per una serie di match, di cui 3 validi per il triangolare del Pacifico e gli altri di contorno
Da segnalare che Figi, nell'ultimo match con Samoa, abbandona il campo per protesta.
| Suva 18 giugno 1983 | Minor Unions | 3 – 9 | Samoa XV |  |

| Suva 18 giugno 1983                                                                   | Figi      | 13 – 8                    | Tonga | 0 |
| \| \| \| \| \| mete: trasf.: c.p.: Drop: \| Marcatori \| mete: trasf.: c.p.: Drop: \| |           |                           |       |   |
|                                                                                       |           |                           |       |   |
| mete: trasf.: c.p.: Drop:                                                             | Marcatori | mete: trasf.: c.p.: Drop: |       |   |

| Suva 22 giugno 1983 | Tonga | 15 – 6 | Samoa |  |

| Suva 25 giugno 1983 | Figi Colts | 3 – 9 | Tonga XV |  |

| Suva 25 giugno 1983                                                                   | Figi      | 0 – 6                     | Samoa | FIJI ABBANDONA IL CAMPO |
| \| \| \| \| \| mete: trasf.: c.p.: Drop: \| Marcatori \| mete: trasf.: c.p.: Drop: \| |           |                           |       |                         |
|                                                                                       |           |                           |       |                         |
| mete: trasf.: c.p.: Drop:                                                             | Marcatori | mete: trasf.: c.p.: Drop: |       |                         |